# Miron Białoszewski

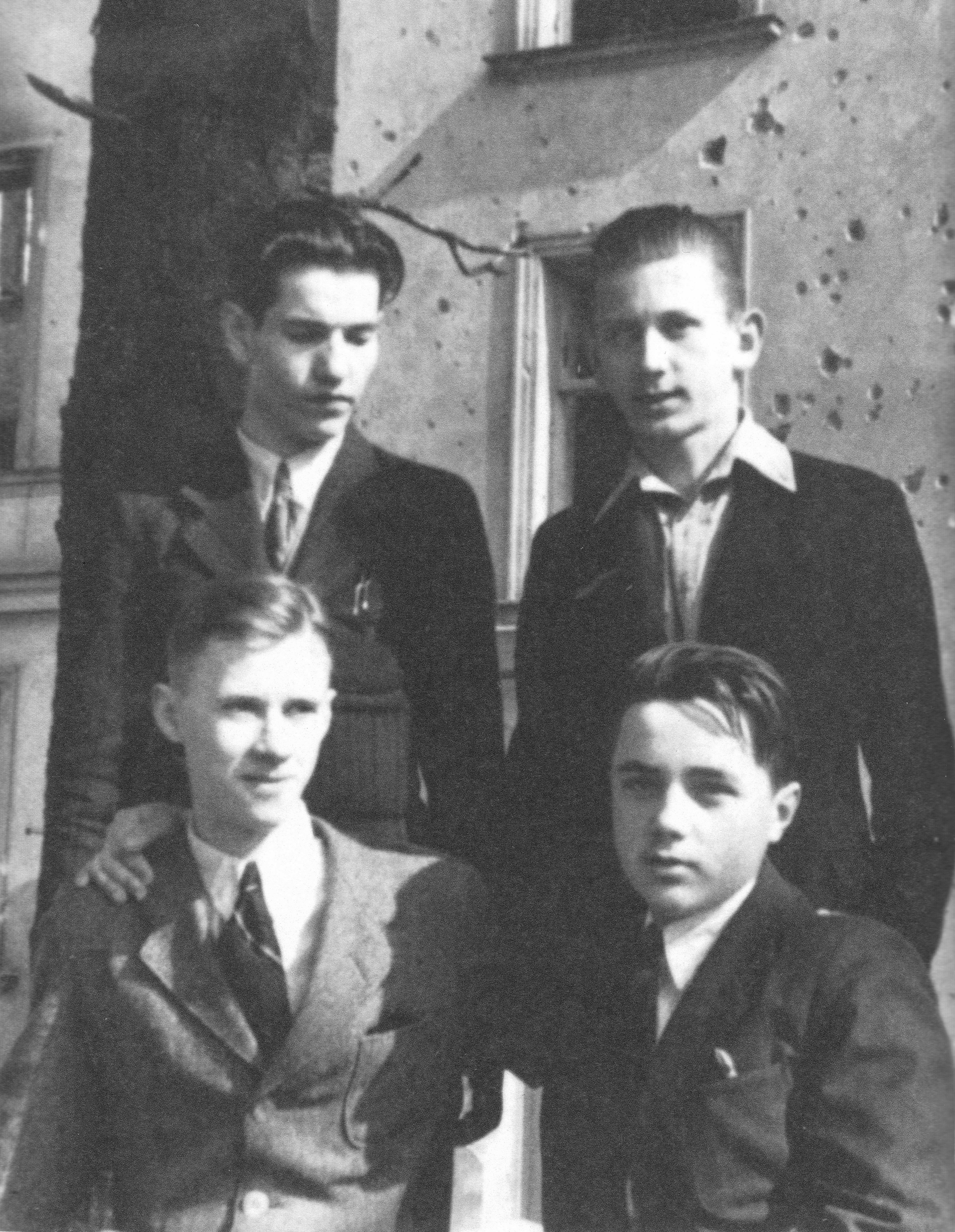
Miron Białoszewski (pierwszy z lewej w dolnym rzędzie) ze Stanisławem Swenem Czachorowskim i kolegami w czasie okupacji (1942)

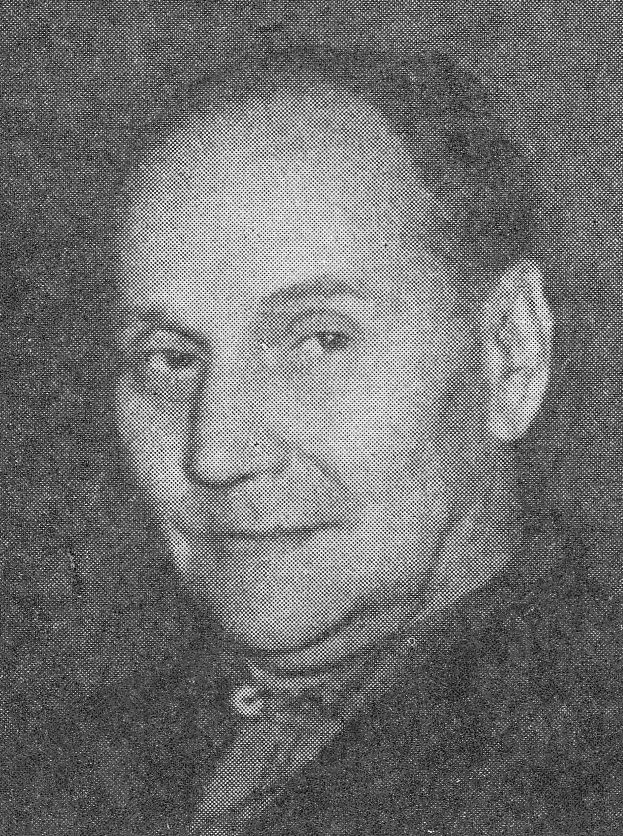
Poeta w kwietniu 1983

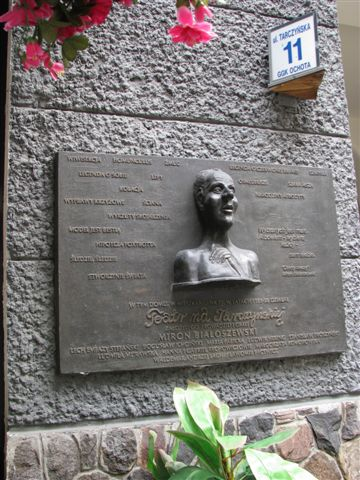
Tablica pamiątkowa z popiersiem poety dłuta Wiktora Gajdy na ścianie domu przy ul. Tarczyńskiej 11 w Warszawie, w którym działał Teatr na Tarczyńskiej

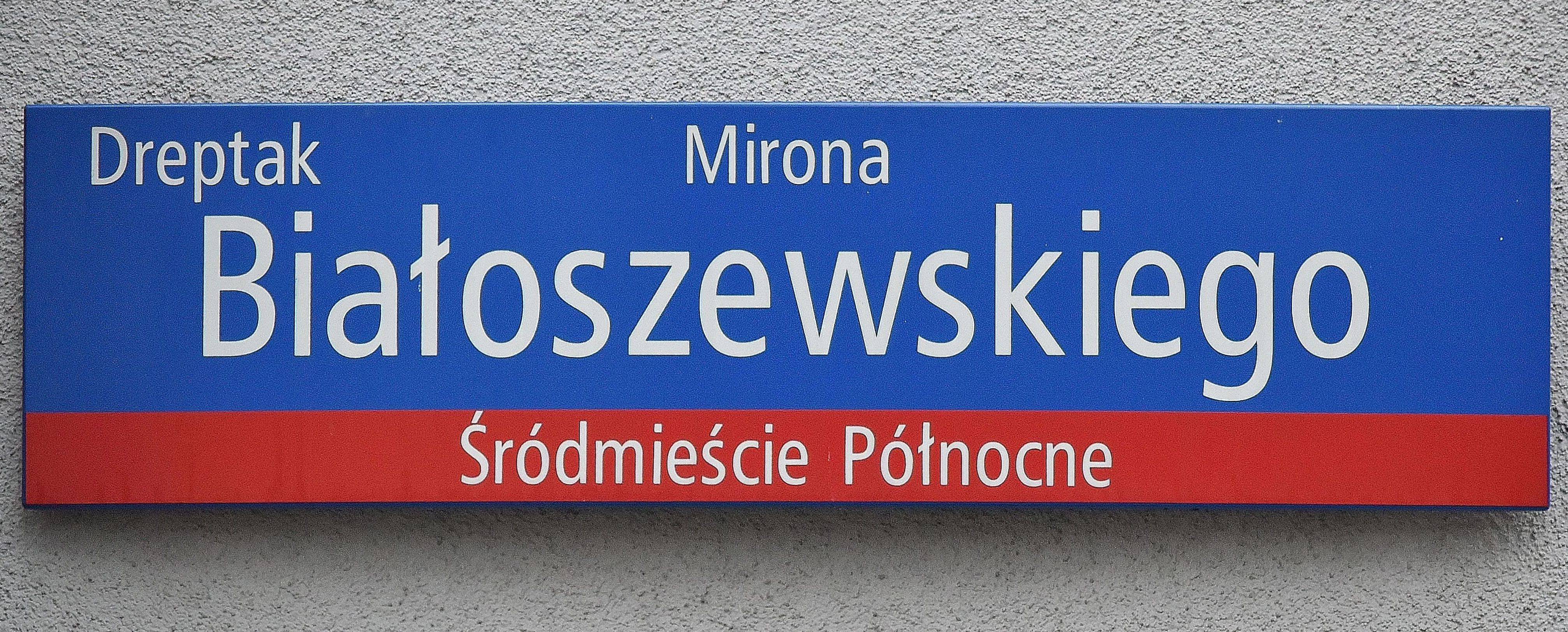
Tablica MSI Dreptak Mirona Białoszewskiego na bocznej ścianie budynku przy placu Dąbrowskiego 7, w którym w latach 1958–1975 mieszkał poeta

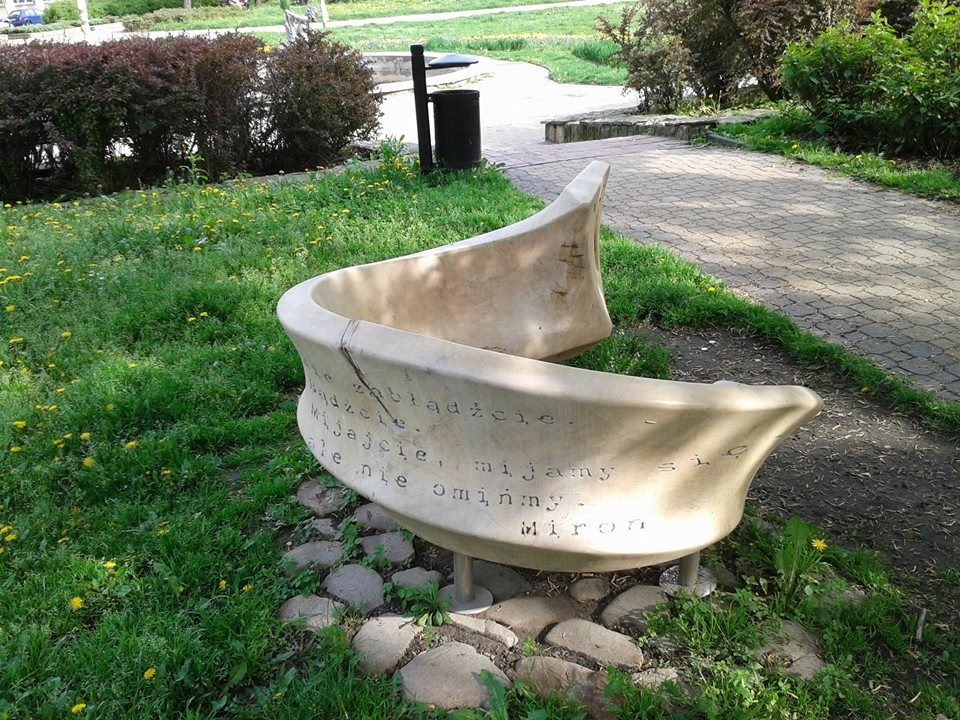
Miroławka na placu Dąbrowskiego w Warszawie

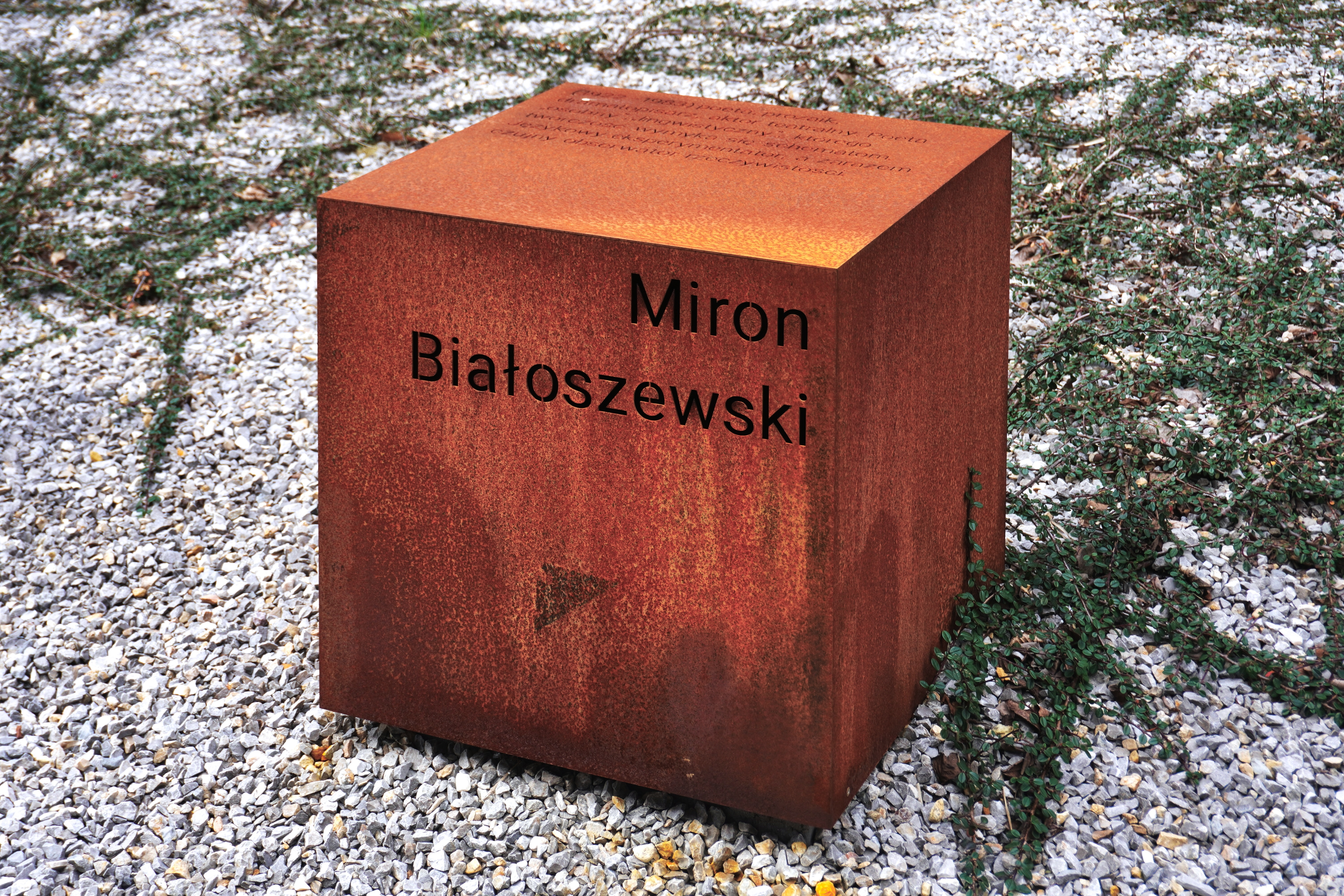
Pomnik-sześcian upamiętniający Mirona Białoszewskiego przy ulicy Poetów na osiedlu Wizjonerów w Krakowie

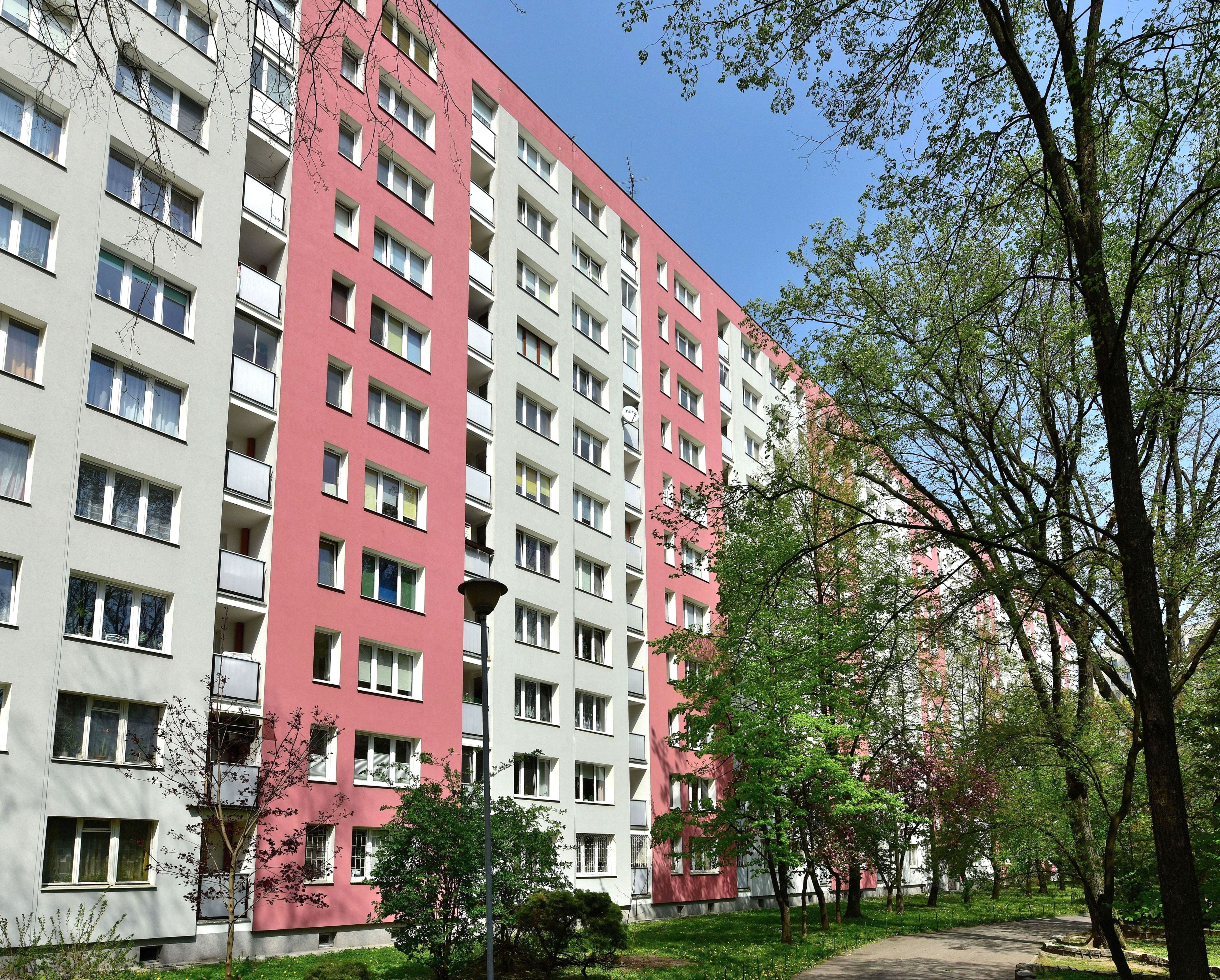
Blok przy ul. Lizbońskiej 2 w Warszawie, w którym (w mieszkaniu nr 62) w ostatnich latach życia mieszkał Miron Białoszewski. Fragment Chamowa

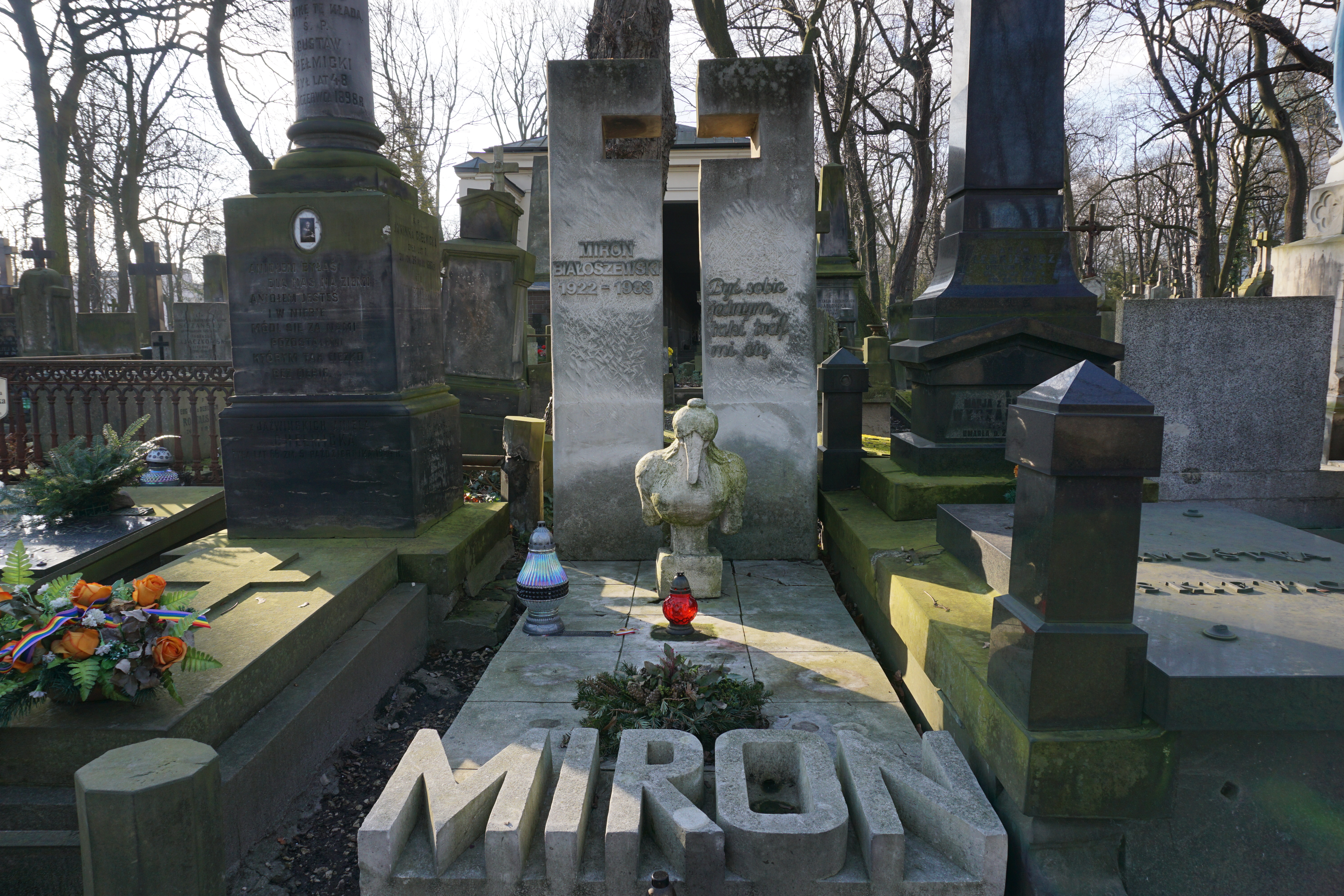
Grób Mirona Białoszewskiego na cmentarzu Powązkowskim w Warszawie

Miron Białoszewski (ur. 30 czerwca 1922 w Warszawie, zm. 17 czerwca 1983 tamże) – polski poeta, prozaik, dramatopisarz i aktor teatralny.

## Życiorys
Urodził się i dorastał w Warszawie w kamienicy przy ul. Leszno 99. Był jedynym synem urzędnika pocztowego Zenona Białoszewskiego (1900–1979) i Kazimiery z Perskich (1901–1980). Już jako nastolatek zdawał sobie sprawę, że jest gejem. 
W okresie okupacji niemieckiej złożył egzamin dojrzałości na tajnych kompletach w IV Państwowym Gimnazjum Męskim im. Adama Mickiewicza. Rozpoczął studia polonistyczne na (również tajnym) Uniwersytecie Warszawskim, których jednak nie ukończył.
W 1942 wraz z matką wprowadził się do mieszkania w oficynie kamienicy przy ul. Chłodnej 40, o które wystarał się jego ojciec po wyłączeniu z warszawskiego getta w grudniu 1941 terenu na zachód od ul. Żelaznej. W czasie okupacji prowadził w latach 1942–1944 razem ze Stanisławem Swenem Czachorowskim konspiracyjny Teatr Swena.
Powstanie warszawskie przeżył wśród ludności cywilnej. W czasie godziny „W” 1 sierpnia 1944 znajdował się na ul. Chłodnej, skąd po kilku dniach wraz z ludnością uciekającą przed Niemcami atakującymi od strony Woli znalazł się na Starym Mieście. Krótko przed kapitulacją tej dzielnicy przeszedł kanałami z placu Krasińskich na ul. Warecką, a później do Śródmieścia Południowego. Po kapitulacji powstania trafił do obozu w Pruszkowie, skąd wraz z ojcem został wywieziony do obozu tymczasowego w Lamsdorf (obecnie Łambinowice). Tam zgłosili się do budowy gazowni w Opolu, skąd uciekli do Częstochowy i wrócili do Warszawy w lutym 1945.
W 1945 wraz z rodziną został zakwaterowany w kamienicy przy ul. Poznańskiej 37, w mieszkaniu nr 5 (po rozwodzie rodziców mieszkał tam sam, z sublokatorem odgrodzonym drewnianą ścianką, do 1958). Podjął pracę na Poczcie Głównej (przy ul. Nowogrodzkiej). Następnie pracował jako dziennikarz kolejno w: „Kurierze Codziennym”, „Wieczorze Warszawy” i „Świecie Młodych”. W „Świecie Młodych“ współpracował z Wandą Chotomską, wspólnie pisane teksty podpisywali pseudonimem Wanda Miron. W 1947 w dwutygodniku „Warszawa“ opublikował wiersz Chrystus Powstania, a w tygodniku „Walka Młodych“ opowiadanie Ostatnia lekcja. Zakończył pracę dziennikarza w 1951.
Należał do tzw. pokolenia „Współczesności”. Wiosną 1955 wraz z Lechem Emfazym Stefańskim, Ludwikiem Heringiem i Bogusławem Choińskim założył eksperymentalny Teatr na Tarczyńskiej, gdzie wystawiał swoje cztery programy sceniczne, zawierające m.in. sztuki Wiwisekcja i Osmędeusze. W inscenizacjach tych brał również udział osobiście (jako aktor) wraz z Ludmiłą Murawską. Teatr działał przez cztery lata w mieszkaniu Lecha Emfazego Stefańskiego przy ul. Tarczyńskiej 11.
Debiutował w krakowskim „Życiu Literackim” w 1955 w ramach Prapremiery pięciu poetów obok wierszy m.in. Herberta, a pierwszy tom jego wierszy, Obroty rzeczy, ukazał się w 1956. Następnie wydał tomy poetyckie: Rachunek zachciankowy (1959), Mylne wzruszenia (1961) oraz Było i było (1965). W tym czasie zdobył duży rozgłos. Dzięki temu i dzięki staraniom wpływowych przyjaciół i protektorów otrzymał mieszkanie przy pl. Dąbrowskiego 7 m. 13, w którym mieszkał w latach 1958–1975 wraz ze swoim partnerem życiowym, malarzem Leszkiem Solińskim. Soliński i Białoszewski poznali się w czasach „małopolsko-krakowskich”. Ich związek homoseksualny był powodem wyrzucenia Białoszewskiego w 1953 z redakcji „Świata Młodych” za rzekome naruszenie obyczajów. W 1959 roku zajmowane przez Mirona Białoszewskiego mieszkanie przy placu Dąbrowskiego w Warszawie odwiedzili Jean-Paul Sartre i Simone de Beauvoir. Sześć lat później odwiedził go Allen Ginsberg. Zaproponował Białoszewskiemu wspólne zażycie LSD, jednak do tego nie doszło, pomimo chęci Białoszewskiego, ponieważ jego partner Leszek Soliński zabronił mu takich eksperymentów.
Po rozpadzie Teatru na Tarczyńskiej założył z Murawską i Heringiem w swoim mieszkaniu przy pl. Dąbrowskiego Teatr Osobny, który działał do 1963.
W 1970 zasłynął jako prozaik – po wydaniu tomu Pamiętnik z powstania warszawskiego, w którym 26 lat po koszmarach wojennych spisał swe przeżycia powstańcze. Niebawem ukazały się dalsze tomy prozy: Donosy rzeczywistości (1973), Szumy, zlepy, ciągi (1976) oraz Zawał (1977).
W 1976 po raz ostatni zmienił miejsce zamieszkania. Przeprowadził się do wielkiego bloku mieszkalnego na Saskiej Kępie przy ul. Lizbońskiej 2, do mieszkania nr 62. Zostało ono formalnie przyznane jego partnerowi. Przeprowadzka miała duże następstwa literackie. Korytarz na 11 piętrze bloku był miejscem jego wędrówek i przestrzenią do przemyśleń. Powrócił wtedy do poezji i wydał nowe tomy wierszy. Impresje z doznań z roku od zamieszkania w mrówkowcu przy ul. Lizbońskiej zawarł w Chamowie. Tytuł utworu pochodził od nazwy, jaką mieszkańcy najstarszej części Saskiej Kępy określali zasiedlane przypadkowymi lokatorami nowe wysokie bloki mieszkalne w rejonie ul. Ateńskiej, al. Stanów Zjednoczonych, ul. Międzynarodowej i ul. Lizbońskiej. Białoszewski nie był autorem tej nazwy, ale przeniósł ją do literatury.
Zmarł 17 czerwca 1983 po kolejnym zawale serca. Został pochowany na cmentarzu Powązkowskim (kwatera 163, rząd I, miejsce 5).

## Życie prywatne
Był ateistą. Nie przepadał za alkoholem, za to często aplikował sobie preparaty z psychedryną i kodeiną. Nałogowo palił papierosy.

## Dorobek literacki
Po każdym tytule i roku wydania podany jest w kwadratowym nawiasie numer tomu wydawanych od 1987 przez PIW Utworów zebranych Mirona Białoszewskiego, w którym znalazły się utwory pierwotnie opublikowane w danej książce.
Tomy poetyckie:
- Obroty rzeczy (Warszawa: PIW 1956) [1]
- Rachunek zachciankowy (Warszawa: PIW 1959) [1]
- Mylne wzruszenia (Warszawa: PIW 1961) [1]
- Było i było (Warszawa: PIW 1965) [1]
- Wiersze (Warszawa: PIW 1976) [7]
- Poezje wybrane (Warszawa: Ludowa Spółdzielnia Wydawnicza 1976) [7]
- Miron Białoszewski [w serii Poeci Polscy] (Warszawa: Czytelnik 1977) [7]
- Odczepić się (Warszawa: PIW 1978) [7]
- Wiersze wybrane i dobrane (Warszawa: Czytelnik 1980) [7]
- Trzydzieści lat wierszy (Warszawa: PIW 1982) [7]
- Oho (Warszawa: PIW 1985 – pośmiertnie) [10]
- Polot nad niskimi sferami (Warszawa: PIW 2017 – pośmiertnie) [13]
- Świat można jeść w każdym miejscu (Warszawa: PIW 2017 – pośmiertnie) [14]

Tom dramatów:
- Teatr Osobny: 1955–1963 (Warszawa: PIW 1971) [2]

Tomy wierszy i prozy:
- Rozkurz (Warszawa: PIW 1980) [8]
- Stara proza. Nowe wiersze (Warszawa: Czytelnik 1984) [9, 10]
- Obmapywanie Europy. Aaameryka. Ostatnie wiersze (Warszawa: PIW 1988 – pośmiertnie) [9, 10]

Tomy prozatorskie:
- Pamiętnik z powstania warszawskiego (Warszawa: PIW 1970) [3]
- Donosy rzeczywistości (Warszawa: PIW 1973) [4]
- Szumy, zlepy, ciągi (Warszawa: PIW 1976) [5]
- Zawał (Warszawa: PIW 1977) [6]
- Przepowiadanie sobie (Warszawa: PIW 1981) [9]
- Konstancin (Warszawa: PIW 1991 – pośmiertnie) [9]
- Chamowo (Warszawa: PIW 2009 – pośmiertnie) [11]
- Tajny dziennik (Kraków: Znak 2012 – pośmiertnie)
- Proza stojąca, proza lecąca (Warszawa: PIW 2015 – pośmiertnie) [12]
- Na każdym rogu ta sama truskawka. 1946−1950 (Wydawnictwo Dowody na Istnienie Warszawa 2022 – pośmiertnie)

Utwory zebrane:
- Tom 1: Obroty rzeczy. Rachunek zachciankowy. Mylne wzruszenia. Było i było, Państwowy Instytut Wydawniczy, ISBN 978-83-64822-30-8
- Tom 2: Teatr osobny, wyd. 2 PIW, Warszawa 2015, ISBN 978-83-64822-28-5
- Tom 3: Pamiętnik z powstania warszawskiego, wyd. 2, PIW, Warszawa 2014, ISBN 978-83-06-03364-9
- Tom 4: Donosy rzeczywistości, wyd. 2, PIW, Warszawa 2013, ISBN 978-83-06-03355-7
- Tom 5: Szumy, zlepy, ciągi, wyd. 2, PIW, Warszawa 2014, ISBN 978-83-06-03358-8
- Tom 6: Zawał, wyd. 2 PIW, Warszawa 2014, ISBN 978-83-06033-63-2
- Tom 7: Odczepić się i inne wiersze, wyd. 2 PIW, Warszawa 2016, ISBN 978-83-64822-42-1
- Tom 8: Rozkurz, wyd. 2 PIW, Warszawa 2015, ISBN 978-83-64822-29-2
- Tom 9: Małe i większe prozy, wyd. 2 PIW, Warszawa 2017, ISBN 978-83-64822-91-9
- Tom 10: „Oho” i inne wiersze, PIW, Warszawa 2017, ISBN 978-83-06-03375-5
- Tom 11: Chamowo, PIW, Warszawa 2009, ISBN 978-83-06032-26-0
- Tom 12: Proza stojąca, proza lecąca, PIW, Warszawa 2015, ISBN 978-83-64822-04-9
- Tom 13: Polot nad niskimi sferami, PIW, Warszawa 2017, ISBN 978-83-64822-73-5
- Tom 14: Świat można jeść w każdym miejscu, PIW, Warszawa 2017, ISBN 978-83-06-03375-5

## Odznaczenia i nagrody
- Laureat Nagrody Warszawy (1980)[3]
- Nagroda Ministra Kultury i Sztuki II stopnia[3]

## Upamiętnienie
- Imię Mirona Białoszewskiego noszą ulice m.in. w Częstochowie, Garwolinie, Gdańsku[31], Tarnowie[32] i Wrocławiu[33].
- Tablica upamiętniająca Teatr na Tarczyńskiej z popiersiem Mirona Białoszewskiego odsłonięta w 1999 przy ul. Tarczyńskiej 11 w Warszawie[34]. Autorem rzeźby był Wiktor Gajda[17],
- Tablica pamiątkowa przy ul. Poznańskiej 37 w Warszawie[35].
- W 2005 powstał film Parę osób, mały czas w reżyserii Andrzeja Barańskiego. Jest to historia znajomości Mirona Białoszewskiego z niewidomą poetką Jadwigą Stańczakową. Główne role w filmie zagrali Andrzej Hudziak i Krystyna Janda.
- W październiku 2012 obiektowi miejskiemu zlokalizowanemu pomiędzy ul. Marszałkowską a placem Jana Henryka Dąbrowskiego nadano nazwę Dreptak Mirona Białoszewskiego[36]
- W czerwcu 2013 na placu Dąbrowskiego, w pobliżu budynku pod numerem 7, w którym mieszkał Miron Białoszewski, odsłonięto rzeźbę w kształcie ławki – Miroławkę. Została ona wykonana z drewna pochodzącego z rosnącej pod oknem poety[37] do 2010 topoli, którą opisał on m.in. w Szumach, zlepach, ciągach[38].
- W czerwcu 2019 na korytarzu na 11. piętrze bloku mieszkalnego przy ul. Lizbońskiej 2 odsłonięto instalację w postaci abstrakcyjnej rzeźby w gablocie, zaprojektowaną przez Wojciecha Bąkowskiego; została ona jednak kilka dni później zniszczona przez nieznanych sprawców[26]. W tym samym miesiącu na budynku odsłonięto tablicę pamiątkową[39].
- 30 czerwca 2022 do obiegu wszedł znaczek pocztowy z wizerunkiem Mirona Białoszewskiego. Autorem projektu jest Piotr Myszka.[40]